# Spoligotypage
 (novembre 2024).
Si vous disposez d'ouvrages ou d'articles de référence ou si vous connaissez des sites web de qualité traitant du thème abordé ici, merci de compléter l'article en donnant les références utiles à sa vérifiabilité et en les liant à la section « Notes et références ».
Le spoligotypage, de l'anglais Spacer Oligonucleotide typing, est une technique de génotypage permettant d'identifier des séquences DR (Direct Repeat) au sein de la région CRISPR.
Il existe un fort polymorphisme de ces séquences DR, par exemple dans le complexe Mycobacterium tuberculosis.
Cette technique permet d'identifier des sous-espèces de Mycobacterium tuberculosis (sous-espèces tuberculosis, bovis, africanum, etc).